# Xinmatou (häradshuvudort i Kina, Hebei Sheng, lat 36,82, long 115,17)
Xinmatou (kinesiska: 新马头, 邱县) är en häradshuvudort i Kina. Den ligger i provinsen Hebei, i den norra delen av landet, omkring 360 kilometer söder om huvudstaden Peking. Antalet invånare är 227 578. Befolkningen består av 112 969 kvinnor och 114 609 män. Barn under 15 år utgör 24,0 %, vuxna 15-64 år 69 %, och äldre över 65 år 6,0 %.
Runt Xinmatou är det tätbefolkat, med 762 invånare per kvadratkilometer. Xinmatou är det största samhället i trakten. Trakten runt Xinmatou består till största delen av jordbruksmark.
Genomsnittlig årsnederbörd är 618 millimeter. Den regnigaste månaden är juli, med i genomsnitt 214 mm nederbörd, och den torraste är januari, med 4 mm nederbörd.